# طلال النجار
طلال النجار (انگلیسی: Talal Najjar; ۵ فوریهٔ ۱۹۵۳ – ۲۲ فوریهٔ ۲۰۲۲) وزنه‌بردار اهل سوریه بود.